# Philipp
Philipp (griechisch Φίλιππος Philippos, latinisiert Philippus) ist ein männlicher Vorname, der auch als Familienname gebräuchlich ist.

## Herkunft und Bedeutung des Namens
Der Name kommt von dem griechischen φίλιππος Phílippos „Pferdefreund“ (φίλος philos „Freund“, ἱππος hippos „Pferd“). Er stammt von den makedonischen Königen aus der griechischen Antike, welche eine Kavallerie ausstatteten und somit zu Freunden der Pferde wurden. Bis zum Hochmittelalter war der Name in Westeuropa gänzlich ungebräuchlich und lediglich in Byzanz und orthodoxen Ländern verbreitet. Seine Einführung in Westeuropa geht auf die Prinzessin Anna von Kiew zurück, die 1051 durch Heirat mit Heinrich I. Königin von Frankreich wurde. Diesen Namen gab sie ihrem Sohn, dem späteren König Philipp I., dessen Beliebtheit im Volk zur Weiterverbreitung des Namens Philipp beitrug.

## Verbreitung
In der ersten Hälfte des 20. Jahrhunderts war der Name Philipp in Deutschland kaum gebräuchlich. Ab Anfang der 1960er-Jahre wurden immer mehr Jungen so genannt. Vom Ende der 1980er-Jahre bis zur Jahrtausendwende war der Name oft unter den jährlich zehn meistvergebenen Vornamen. Seitdem hat seine Beliebtheit etwas nachgelassen.

## Namenstage
- 3. Mai (Apostel Philippus – römisch-katholisch)
- 26. Mai (Philipp Neri)
- 19. Oktober (Philip von Arundel)
- 14. November (Apostel Philippus – orthodox)
- 18. Dezember (Philipp von Ratzeburg)

## Namensträger

### Vorname

#### Form Philippus
- Apostel Philippus, Jünger Jesu
- Philippus (Diakon), einer der Sieben Diakone aus der Apostelgeschichte 6,5
- Philippus (Freigelassener), ein im 1. Jahrhundert v. Chr. lebender Freigelassener des römischen Feldherrn Pompeius
- Philippus Arabs (204–249), von 244 bis zu seinem Tod römischer Kaiser
- Philippus Caesar (237–249), von 247 bis zu seinem Tod römischer Mitkaiser
- Philippus Innemee (1902–1963), niederländischer Radrennfahrer
- Gnaeus Domitius Philippus, römischer Präfekt von Ägypten (240–242)
- Lucius Marcius Philippus (Konsul 91 v. Chr.), römischer Politiker
- Lucius Marcius Philippus (Konsul 56 v. Chr.) (um 102 v. Chr.–nach 43 v. Chr.), römischer Politiker
- Lucius Marcius Philippus (Suffektkonsul 38 v. Chr.) (um 80 v. Chr.–nach 33 v. Chr.), römischer Politiker
- Quintus Marcius Philippus (Konsul 281 v. Chr.) († nach 263 v. Chr.), römischer Politiker
- Quintus Marcius Philippus (Konsul 186 v. Chr.) (um 229 v. Chr.–nach 169 v. Chr.), römischer Politiker, Konsul 186 v. Chr. und 169 v. Chr.

#### Form Philipp
Einzelname:
- Philipp von Side (Philippus Sidetes; ≈ 380–431), spätantiker Kirchenhistoriker
- Philipp von Zell († nach 750), katholischer Priester; im Bistum Speyer als Heiliger verehrt, gilt als Patron für Kindersegen
- Philipp I. von Heinsberg (1130–1191), Erzbischof von Köln
- Philipp von Novara (≈ 1195–1265), mittelalterlicher Chronist und Legist
- Philipp von Ratzeburg († 1215), Bischof von Ratzeburg
- Philipp der Kanzler (lat. Philippus Cancellarius; n. 1160 – 1236), scholastischer Philosoph und Theologe
- Philipp von Rehberg († 1385), Bischof von Cammin in Pommern
- Philipp von Kleve (1467–1505), Bischof von Nevers, von Amiens und von Autun
- Philipp von Hessen-Kassel (1604–1626), Prinz aus dem Hause Hessen
- Philipp von Belgien (1837–1905), Prinz von Belgien

Vorname:
- Philipp Amthor (* 1992), deutscher Politiker (CDU)
- Philipp Brammer (1969–2014), deutscher Schauspieler und Synchronsprecher
- Philipp Matthias Bregy (* 1978), Schweizer Politiker (Die Mitte, vormals CVP)
- Philipp von Cornberg (1759–1811), deutscher Gutsbesitzer, Domherr und Abgeordneter
- Philipp Crone (* 1977), deutscher Hockeyspieler, Weltmeister
- Philipp Danne (* 1985), deutscher Schauspieler
- Philipp Degen (* 1983), Schweizer Fußballspieler
- Philipp Gerstenmayer (* 1987), österreichischer Politiker (FPÖ)
- Philipp Gerstner (* 1989), deutscher Schauspieler
- Philipp Gropper (* 1978), deutscher Jazz-Musiker und Komponist
- Philipp Maximilian Grosch (* 1974), deutscher Jazzmusiker (Violine).
- Philipp Heilbronner (1546–1616), deutscher evangelisch-lutherischer Theologe
- Philipp Hercher (* 1996), deutscher Fußballspieler
- Philipp Hildebrand (* 1963), Präsident der Schweizerischen Nationalbank (2010–2012)
- Philipp Hofmann (* 1993), deutscher Fußballspieler
- Philipp Jenninger (1932–2018), deutscher Politiker (CDU)
- Philipp Kadelbach (* 1974), deutscher Filmregisseur
- Philipp Kanzow (* 1991), deutscher Zahnmediziner und Hochschullehrer
- Philipp Kohlschreiber (* 1983), deutscher Tennisspieler
- Philipp Kröner (1908–1964), deutscher römisch-katholischer Theologe
- Philipp Lahm (* 1983), deutscher Fußballspieler
- Philipp Lamprecht (* 1970), deutscher Rechtswissenschaftler und Hochschullehrer
- Philipp Laude (* 1990), deutscher Youtuber (Y-Titty)
- Philipp Lenard (1862–1947), deutscher Physiker und Nobelpreisträger
- Philipp Lenz (1861–1926), deutscher Philologe und Mundartforscher
- Philipp Marbach (1550–1611), deutscher lutherischer Theologe und Hochschullehrer
- Philipp Max (* 1993), deutscher Fußballspieler
- Philipp Mees (1901–1971), deutscher Politiker (SPD)
- Philipp Meran (1926–2021), österreichischer Museumsdirektor und Schriftsteller
- Philipp von Michel, (1845–1922), deutscher Jurist, Geheimer Hofrat und Oberbürgermeister
- Philipp Mißfelder (1979–2015), deutscher Politiker (CDU)
- Philipp Moog (* 1961), deutscher Schauspieler und Synchronsprecher
- Philipp Münz (1864–1944), deutscher Arzt, Fachautor und Opfer des Holocaust
- Philipp Neri (1515–1595), italienischer Kirchenreformer, der 1622 heiliggesprochen wurde
- Philipp Neubauer (* 1974), deutscher Schauspieler
- Philipp Niedersen (* 1981), deutscher Schauspieler
- Philipp Ochs (* 1997), deutscher Fußballspieler
- Philipp Orth (1534–1603), deutscher Unternehmer und Bürgermeister
- Philipp Öttl (* 1996), deutscher Motorradrennfahrer
- Philipp von Pappenheim (1542–1619), deutscher Reichserbmarschall und Reformator
- Philipp Poisel (* 1983), deutscher Sänger und Songwriter
- Philipp Porges (* 1997), deutscher Handballspieler
- Philipp Ludwig von Reiffenberg (1617–1686), Kleriker, Statthalter Erfurts
- Philipp Reis (1834–1874), deutscher Physiker und Erfinder (→ Telefon)
- Philipp Ridder (1761–1838), russischer Bergbauingenieur, Administrator sowie Generalmajor
- Philipp Rohr (1918–2007), deutscher Fußballspieler und -trainer
- Philipp Rösler (* 1973), deutscher Politiker (FDP)
- Philipp Scheidemann (1865–1939), erster Reichskanzler der Weimarer Republik
- Philipp Schenk (* 1914), deutscher Eishockeyspieler
- Philipp Schenk (* 1985), österreichischer Fußballspieler
- Philipp M. Schlüter (* 1978), österreichischer Biologe in Hohenheim
- Philipp Schweinfurth (1887–1954), deutscher Kunsthistoriker und Hochschullehrer
- Philipp Seebacher (* 1987), österreichischer Fußballspieler
- Philipp Steinke, deutscher Komponist, Musiker und Musikproduzent
- Philipp Ther (* 1967), deutscher Historiker
- Philipp Tischendorf (* 1988), deutscher Eiskunstläufer
- Philipp Tschauner (* 1985), deutscher Fußballspieler
- Philipp Weigl (* 1979), deutscher Komponist und Musikpädagoge
- Philipp Ernst Wegmann (1734–1778), deutscher Orgelbauer
- Philipp Wesemann (* 1989), deutscher Politiker (SPD)
- Philipp Karl von Wylich und Lottum (1650–1719), preußischer Generalfeldmarschall
- Philipp Zoch (1892–1949), deutscher General

#### Form Philip
- Philip, Duke of Edinburgh (1921–2021), britischer Adeliger, Ehemann der britischen Königin Elisabeth II.

- Philip Baker Hall (1931–2022), US-amerikanischer Schauspieler
- Philip Boit (* 1971), kenianischer Skilangläufer
- Philip K. Dick (1928–1982), US-amerikanischer Science-Fiction-Autor
- Philip Dizack (* 1985), US-amerikanischer Jazzmusiker
- Philip „Phil“ Foden (* 2000), englischer Fußballspieler
- Philip „Phil“ Galfond (* 1985), US-amerikanischer Pokerspieler
- Philip Seymour Hoffman (1967–2014), US-amerikanischer Schauspieler
- Philip Kapleau (1912–2004), US-amerikanischer Zen-Mönch und Autor
- Philip Kim (* 1997), kanadischer Breaker
- Philip Lindgren (* 1994), schwedischer Schachspieler
- Philip Meckseper, deutscher Liedtexter, Komponist und Musikproduzent
- S. Philip Morgan (* 1953), US-amerikanischer Soziologe und Demograph
- Philip E. Orbanes (* 1947), US-amerikanischer Spieleautor und Monopoly-Experte
- Philip Paul (1925–2022), US-amerikanischer R&B- und Jazz-Musiker
- Philip Petermann (* 1991), österreichischer Fußballtorhüter
- Philip Rosendahl (1893–1974), dänischer Jurist und Landsfoged von Grönland
- Philip Rosenthal (1916–2001), deutscher Industrieller und Politiker
- Philip Roth (1933–2018), US-amerikanischer Schriftsteller
- Philip Stein (Estaño; 1919–2009), US-amerikanischer Maler
- Philip Stein (* 1991), deutscher Verleger und politischer Aktivist
- Philip Tägert (* 1966), deutscher Comiczeichner und Bühnenkomiker
- Philip Tarrant (1938–2016), australischer English-Billiards- und Snookerspieler
- Philip Welker (* 1989), deutscher Badmintonspieler
- Philip Wiegratz (* 1993), deutscher Schauspieler
- Philip Zinckernagel (* 1994), dänischer Fußballspieler

#### Kurzform Phil
- Phil Collins (* 1951), britischer Musiker
- Phil Donahue (1935–2024), US-amerikanischer Journalist, Autor und Fernsehmoderator
- Phil Everly (1939–2014), US-amerikanischer Sänger und Gitarrist, siehe The Everly Brothers
- Phil Jackson (* 1945), US-amerikanischer Basketballtrainer
- Phil Lynott (1949–1986), irischer Sänger, Rockbassist und Songwriter (Thin Lizzy)
- Phil Mahre (* 1957), US-amerikanischer Skirennläufer
- Phil Ochs (1940–1976), US-amerikanischer Sänger, Songwriter und politischer Aktivist
- Phil Read, MBE (1939–2022), britischer Motorradrennfahrer
- Phil Spector (1939–2021), US-amerikanischer Musikproduzent
- Phil Upchurch (* 1941), US-amerikanischer Jazzgitarrist und Bassgitarrist

#### Form Phillip
- Phillip Boa (* 1963), deutscher Rockmusiker
- Phillip J. Brooks (* 1978), US-amerikanischer Wrestler
- Phillip Hui (* 1987), US-amerikanischer Pokerspieler
- Phillip Mann (1942–2022), britischer Science-Fiction-Schriftsteller
- Phillip McCallen (* 1963), britischer Motorradrennfahrer
- Phillip Tietz (* 1997), deutscher Fußballspieler
- Phillip Tobias (1925–2012), südafrikanischer Paläoanthropologe
- Phillip Tonn (* 2005), deutscher Motorradrennfahrer

#### Form Phillipp
- Phillipp Mwene (* 1994), kenianisch-österreichischer Fußballspieler
- Phillipp Steinhart (* 1992), deutscher Fußballspieler

#### Form Filipp
- Filipp Eduardowitsch Dawydenko (* 1992), russischer Tennisspieler
- Filipp Furche (* 1974), deutscher theoretischer Chemiker
- Filipp Iwanowitsch Golikow (1900–1980), Marschall der Sowjetunion; Oberbefehlshaber der Woronescher Front im Zweiten Weltkrieg
- Filipp Olegowitsch Jankowski (* 1968), russischer Schauspieler
- Filipp Bedrossowitsch Kirkorow (* 1967), russischer Sänger, Komponist und Musikproduzent
- Filipp Andrejewitsch Maljawin (1869–1940), russischer Maler
- Filipp Jurjewitsch Metljuk (* 1981), russischer Eishockeyspieler
- Filipp Walerjewitsch Nikandrow (* 1968), russischer Architekt
- Filipp Sergejewitsch Oktjabrski (1899–1969), sowjetischer Admiral und Befehlshaber der Schwarzmeerflotte
- Filipp Wassiljewitsch Owsjannikow (1827–1906), russischer Physiologe, Anatom, Histologe und Embryologe
- Filipp Andrejewitsch Sawtschenko (* 1991), russischer Eishockeyspieler
- Filipp Jewgenjewitsch Schulman (* 1980), russischer Biathlet
- Filipp Petrowitsch Stepanow (1857–1933), russischer Staatsrat; Kammerherr des kaiserlichen Hofes
- Filipp Michailowitsch Tscherokmanow (1899–1978), sowjetischer Generalleutnant und Held der Sowjetunion

### Familienname

#### Form Philipp

##### A
- Adolf Philipp (1943–1964), deutsches Todesopfer an der Berliner Mauer
- Adolf Philipp (Autor) (Pseudonyme Paul Hervé; Jean Briquet; 1864–1936), deutsch-amerikanischer Sänger, Theaterintendant und Bühnenautor
- Adolf Philipp (Märtyrer) (1885–nach August 1937), russlanddeutscher Geistlicher und Märtyrer
- Albrecht Philipp (1883–1962), deutscher Politiker (DNVP)
- Andrea Philipp (* 1971), deutsche Sprinterin
- Arno Philipp (1870–1930), deutschstämmiger brasilianischer Politiker

##### B
- Barbara Philipp (* 1965), deutsche Schauspielerin
- Beatrix Philipp (Politikerin) (1945–2019), deutsche Politikerin
- Beatrix Philipp (Leichtathletin) (* 1957), deutsche Kugelstoßerin und Fünfkämpferin
- Bernd Philipp (1950–2018), deutscher Journalist und Buchautor
- Bernhard Philipp (1948–2013), deutscher katholischer Geistlicher, Kapuziner, Maler und Bildhauer
- Bernhard Eduard Philipp (1803–1850), deutscher Komponist und Dirigent
- Bodo Philipp, Mikrobiologe und Hochschullehrer
- Burkart Philipp (1925–2015), deutscher Chemiker

##### C
- Carl August Philipp, deutscher Architekt der Gründerzeit
- Christian Philipp (1893–1963), deutscher Generalleutnant
- Christine Philipp (* 1947), deutsche Skilangläuferin

##### D
- David Philipp (* 2000), deutscher Fußballspieler
- Dieter Philipp (Diplomat) (* 1938), deutscher Diplomat
- Dieter Philipp (Verbandsfunktionär) (* 1943), deutscher Handwerksfunktionär

##### E
- Eduard Philipp (1883–1952), deutscher Lehrer und Autor
- Elisabeth Philipp (1912–1988), österreichische Physikerin
- Elke Philipp (* 1964), deutsche Reiterin
- Elliot Philipp (1915–2010), britischer Mediziner und Autor
- Emanuel L. Philipp (1861–1925), US-amerikanischer Politiker
- Ernst Philipp (Mediziner) (1893–1961), deutscher Gynäkologe und Geburtshelfer
- Ernst Philipp (Generalleutnant) (1895–1944), deutscher Generalleutnant
- Ernst Philipp (General) (1912–2005), deutscher Generalmajor

##### F
- Felix Philipp (1868–1933), deutscher Politiker
- Ferdinand Philipp (1834–1917), deutscher Rechtsanwalt und Politiker
- Flip Philipp (* 1969), österreichischer Musiker
- Florian Philipp (* 1980), deutscher Politiker (CDU)
- Franz Philipp (1890–1972), deutscher Komponist und Kirchenmusiker
- Franz Adolf Philipp (1914–1970), australischer Kunsthistoriker
- Franz-Heinrich Philipp (1921–1984), deutscher Kirchenhistoriker und Bibliothekar
- Fritz Philipp (1903–1981), deutscher Gewerkschafter
- Fritz Gustav Max von Philipp, deutscher Unternehmer und Diplomat

##### G
- Gabriele Philipp, Geburtsname von Gaby von Schönthan (verh. Gabriele Frischauer; 1926–2002), österreichische Schauspielerin und Schriftstellerin
- Gerhard Philipp (1904–1966), deutscher Ingenieur, Jurist und Politiker (CDU)
- Günter Philipp (1927–2021), deutscher Maler, Pianist, Komponist und Musikwissenschaftler
- Gunther Philipp (1918–2003), österreichischer Schauspieler
- Gustav Philipp (1841–1897), deutscher Politiker (DFP)

##### H
- Hanna Philipp (* 1943), deutsche Archäologin
- Hannes Philipp (1930–2024), österreichischer Armeekommandant
- Hans Philipp (Geologe) (1878–1944), deutscher Geologe
- Hans Philipp (Geograph) (1884–1968), deutscher Geografiehistoriker
- Hans Philipp (Politiker) (1892–1973), deutscher Politiker und Sportfunktionär
- Hans Philipp (Jagdflieger) (1917–1943), deutscher Jagdflieger
- Hans-Jürgen Philipp (* 1964), deutscher Komponist
- Hans-Otto Philipp (1898–1952), deutscher Fregattenkapitän d. R. der Kriegsmarine und Verbandsfunktionär
- Harald Philipp (1921–1999), deutscher Filmregisseur und Schauspieler
- Heinrich Philipp (1865–1928), deutscher Jurist und Richter
- Helga Philipp (1939–2002), österreichische Künstlerin
- Helge Philipp (* 1944), deutsche Journalistin und Fernsehmoderatorin
- Hugo Wolfgang Philipp (Pseudonym Walter Wolfgang Vidal; 1883–1969), deutscher Schriftsteller

##### I
- Ingeborg Philipp (1925–2019), deutsche Politikerin (PDS)
- Isidore Philipp (1863–1958), ungarisch-französischer Pianist und Musikpädagoge

##### J
- Jan Philipp (* 1994), deutscher Jazzmusiker
- Jean-Jacques Philipp (* 1961), französischer Radrennfahrer
- Johann Philipp (Offizier) (1930–2024), österreichischer General
- John Birnie Philip (1824–1875), englischer Bildhauer

##### K
- Karen Philipp (* 1945), US-amerikanische Sängerin, Songschreiberin und Schauspielerin.
- Karl Philipp (Förster) (1865–1937), deutscher Förster
- Karl Philipp (Bildhauer) (1872–1949), österreichischer Bildhauer und Medailleur
- Karl Philipp (Politiker) (1901–1966), deutscher Landwirt und Politiker (CDU), MdL Baden-Württemberg
- Karl Philipp (Fußballspieler) (* 1950), österreichischer Fußballspieler
- Karl Gottfried Philipp (1896–1968), deutscher Politiker (CDU), MdL Hessen
- Klara Philipp (1877–1949), deutsche Politikerin (Zentrum), MdR
- Klaus Jan Philipp (* 1957), deutscher Architekturhistoriker
- Klaus Philipp (1932–2023), deutscher Maler (v. a. Pferde)

##### L
- Laura Philipp (* 1987), deutsche Triathletin
- Laura Philipp (Schauspielerin) (* 2000), deutsche Schauspielerin
- Lothar Philipp (* 1949), deutscher Fußballspieler
- Luca Philipp (* 2000), deutscher Fußballspieler
- Ludwig Philipp (Fußballspieler) (1889–1964), deutscher Fußballspieler
- Lutz Philipp (1940–2012), deutscher Langstreckenläufer

##### M
- Malte Philipp (* 1968), deutscher Segler
- Manfred Philipp (* 1931), deutscher General
- Marc Philipp (* 1986), deutscher Schauspieler, Synchronsprecher und Moderator
- Marcel Philipp (* 1971), deutscher Politiker (CDU)
- Margot Philipp (1941–2004), österreichische Schauspielerin
- Marie Philipp (* 1993), deutsche Schauspielerin
- Martin Erich Philipp (MEPH; 1887–1978), deutscher Maler und Grafiker
- Maximilian Philipp (Fußballspieler) (* 1994), deutscher Fußballspieler
- Michael Philipp (Historiker) (* 1962), deutscher Historiker, Literaturwissenschaftler und Chefkurator des Museum Barberini in Potsdam
- Michael Philipp (Koch) (* 1972), deutscher Koch

##### N
- Nina Philipp (* 1988), deutsche Fußballspielerin

##### O
- Otto Philipp (1867–1941), deutscher Konteradmiral

##### P
- Paul Philipp (Verleger) († 1906), deutscher Musikverleger
- Paul Philipp (Fußballspieler, 1932) (* 1932), deutscher Fußballspieler
- Paul Philipp (Fußballspieler, 1950) (* 1950), luxemburgischer Fußballspieler, -trainer und -funktionär
- Perry Fred Philipp (1913–1998), deutschamerikanischer Agrarökonom und Hochschullehrer
- Peter Philipp (1971–2014), deutscher Schriftsteller und Kabarettist

##### R
- Radek Philipp (* 1977), tschechischer Eishockeyspieler
- Rainer Philipp (* 1950), deutscher Eishockeyspieler
- Rainer Philipp (Denkmalpfleger) (1952–2013), deutscher Denkmalpfleger
- Ralf Philipp (1966–1985), deutscher Eishockeyspieler
- Reinhard Philipp (1925–1988), deutscher Politiker (FDP)
- Renate Philipp (* 1962), deutsche Juristin und Richterin
- Robert Philipp (1852–1933), deutscher Schauspieler und Sänger (Tenor)
- Rudolf Philipp (1899/1900–1980), schwedischer Journalist und Autor österreichischer Herkunft

##### S
- Sahhanim Görgü-Philipp (* 1970), deutsche Politikerin (Grüne), MdBB
- Sarah Philipp (* 1983), deutsche Geografin und Politikerin (SPD)
- Sascha Philipp (* 1972), deutscher Politiker (SPD)
- Sigmund Philipp (1860–1929), Österreich-ungarischer Filmkaufmann, Filmverleiher und Filmproduzent
- Stephanie Philipp (* 1968), deutsche Schauspielerin

##### T
- Theresia Philipp (* 1991), deutsche Jazzmusikerin
- Thomas Philipp (Historiker) (1941–2015), deutscher Historiker
- Thomas Philipp (Mediziner) (* 1942), deutscher Internist und Hochschullehrer
- Thomas Philipp (Soziologe) (* 1975), österreichischer Sozialwissenschaftler und Künstler
- Tilo Philipp (1933–2021), deutscher Tänzer, Sänger und Regisseur

##### U
- Udo Philipp (* 1964), deutscher Manager, politischer Beamter und Politiker (Bündnis 90/Die Grünen)
- Ulli Philipp (* 1943), österreichische Schauspielerin

##### W
- Walter Philipp (Architekt) (1933–2020), Schweizer Architekt
- Walter Philipp (1936–2006), österreichischer Mathematiker
- Werner Philipp (Historiker), (1908–1996) deutscher Historiker
- Werner Philipp (Bischof) (* 1967), deutscher Geistlicher, Bischof der Evangelisch-methodistischen Kirche
- Wilhelm Philipp (1906–1993), deutscher Maler und Zeichner
- Wolfgang Philipp (Theologe) (1915–1969), deutscher Theologe
- Wolfgang Philipp (Jurist) (* 1933), deutscher Jurist und Manager

Siehe auch:
- Philippot

#### Form Philip
- Achille Philip (1878–1959), französischer Organist und Komponist
- Alexandre Philip, französischer Schauspieler
- André Philip (1902–1970), französischer Politiker
- Asha Philip (* 1990), britische Sprinterin
- Danny Philip (* 1953), salomonischer Politiker
- Ella Philip (1905–1976), rumänische Pianistin und Musikpädagogin
- Flora Philip (1865–1943), britische Mathematikerin
- Gershum Philip (* 1982), antiguanischer Tennisspieler
- James Philip (1858–1912), US-amerikanischer Rancher und Politiker; gilt als Retter des Amerikanischen Bisons
- John Philip (1775–1851), schottischer Missionar und Bürgerrechtler
- Kishon Philip (* 1999), singapurischer Fußballspieler
- Kjeld Philip (1912–1989), dänischer Wirtschaftswissenschaftler, Hochschullehrer und Politiker
- Lotte Brand Philip (1910–1986), deutschamerikanische Kunsthistorikerin
- Marga Philip (1900–1974), deutsche Frauenrechtlerin und Sozialpolitikerin
- Matt Philip (* 1994), australischer Rugby-Union-Spieler
- Rubin Phillip (* ~1948), südafrikanischer Bischof

#### Form Phillip
- Abby Phillip (* 1988), amerikanische Journalistin und Fernsehmoderatorin
- Andy Phillip (1922–2001), US-amerikanischer Basketballspieler
- Arthur Phillip (1738–1814), britischer Marineoffizier und Politiker (New South Wales)
- Deon Phillip (* 2004), grenadischer Fußballspieler
- Emil Phillip (1886–1965), deutscher evangelischer Diakon
- Marvin Phillip (* 1984), Fußballtorhüter aus Trinidad und Tobago
- Mary Phillip (* 1977), englische Fußballspielerin
- Nicole Phillip-Dowe (* vor 1974), grenadinische Historikerin und Hochschullehrerin
- Njisane Phillip (* 1991), Radrennfahrer aus Trinidad und Tobago
- Shevorn Phillip (* 1996), antiguanischer Fußballspieler

#### Form Phillipp
- Ulrich Phillipp (* 1956), deutscher Jazz- und Improvisationsmusiker

#### Form Filipp
- Sigrun-Heide Filipp (* 1943), deutsche Psychologin und Hochschullehrerin
- Stefan Filipp (* 1977), Physiker und Hochschullehrer

## Varianten der Schreibweise
- Deutsch: Philipp; alte Kurzform Lips
- Englisch: Philip; in den USA auch oft Phillip
- Englische Kurz- und Koseform: Phil
- Französisch: Philippe
- Griechisch: Philippos
- Italienisch: Filippo
- Italienische Kurz- und Koseform: Pippo, Lippo
- Niederländisch: Filip, Philip, Filips, Philips, Filippus, Philippus, Flip
- Niedersorbisch: Pilip, Pilop[2]
- Niedersorbische Kurzformen: Pila, Pilo, Pipo[2]
- Spanisch: Felipe
- Katalanisch: Felip
- Portugiesisch: Filipe; auch Felipe
- Ungarisch: Fülöp
- Japanisch: Firip
- Rätoromanisch: Filip, Felp
- Russisch: Филипп (Filipp)
- Polnisch: Filip
- Albanisch/Bosnisch/Bulgarisch/Kroatisch/Mazedonisch/Montenegrinisch/Serbisch: Filip (Филип)
- Tschechisch: Filip
- Ukrainisch: Пилип (Pylyp)
- Finnisch: Filip
- Lettisch: Fils

### Andere Varianten
- Männlich: Phillip, Phillipp, Filip, Vilppu, Philla, Pille
- Weiblich: Philippa, Philippe, Philippina, Philippine, Phillis

### Kurzformen
- Männlich: Fips; Fipsie; Phip; Fip; Phelp; Phipsie; Flipper; Phil; Fifie; Phili

## Abgeleitete Ortsbezeichnungen
- Caesarea Philippi

- Filipp (Berg), ein Bergmassiv im Sobolewski rajon der Region Kamtschatka

- Philip (South Dakota), eine Ortschaft im US-Bundesstaat South Dakota

- Philippi
- Philippinen
- Philippsburg
- Philippsdorf
- Philippsreut
- Philippsthal